# 1123
El 1123 (MCXXIII) fou un any comú començat en dilluns del calendari julià.

## Esdeveniments
- El Concili del Laterà I aprova el celibat per als sacerdots.
- Any de consagració de Sant Climent de Taüll.
- Alfons el Bataller aixeca el Setge de Làrida sense poder prendre la ciutat.[1]
- Balduí II de Jerusalem és capturat per Nur al-Dawla Balak.[2]